# Mégaclès (père de Clisthène)
Pour les articles homonymes, voir Mégaclès.
Mégaclès (en grec ancien Μεγακλῆς) est un homme politique grec athénien du VIe siècle av. J.-C.

## Famille
Issu de la famille des Alcméonides, il appartient à la haute aristocratie athénienne.
Fils d'Alcméon (Alkmeon), général athénien de la première guerre sacrée, et vainqueur à l'épreuve de course de chars des Jeux olympiques de -592, et d'une tante de Pisistrate. Son grand-père paternel, Mégaclès, est archonte d'Athènes en -632.
On lui connait un frère cadet, Alcméonides, et un neveu, Hippokrates.
Il épouse en -575 Agaristé, fille de Clisthène de Sicyone, en récompense après un concours, mariage de raison avantageux. De ce mariage, il est le père de:
- une fille, Koisyra, né vers -575/70, épouse de Pisistrate;
- Peut être Aristonymos, né vers -570;
- Peut être Mégaclès, né vers -565;
- Hippocrate, né vers -560,
- Clisthène, né vers 555, archonte en 525/4[1].